# Lista de prêmios e indicações recebidos por Adele
A lista abaixo apresenta os prêmios e indicações recebidos por Adele, uma cantora e compositora britânica. Ela lançou quatro álbuns de estúdio; 19, em janeiro de 2008, 21, em janeiro de 2011, 25 em novembro de 2015 e 30, em novembro de 2021 pela Columbia Records e XL Recordings. Alguns singles de 19 chegaram à parada da Billboard nos Estados Unidos e no Reino Unido, incluindo "Chasing Pavements", "Cold Shoulder", "Hometown Glory", e "Make You Feel My Love".
O sucesso de Adele, foi comprovado com prêmios como a entrega pela primeira vez do "Critic's Choice" no Brit Awards, European Border Breakers Award de Melhor Álbum e dois Grammy Awards de Artista Revelação e Melhor Performance Pop Vocal Feminina. Para "Chasing Pavements", Adele recebeu oito indicações no Grammy Award, MTV Video Music Awards, Q Awards, Brit Awards, entre outros.
Em 2011, com a rápida venda do álbum 21, Adele recebeu o IFPI por venda de mais de 1 milhão de cópias, e foi novamente indicada ao Mercury Prize em Álbum do Ano. "Rolling in the Deep" recebeu indicações no BT Digital Music Awards, no MTV Video Music Awards, no Q Awards e no Teen Choice Awards. Ainda em 2011, Adele recebeu indicações a grandes prêmios americanos como o American Music Awards. Em dezembro, o +album 21 foi declarado o mais vendido do século XXI no Reino Unido. Adele também recebeu o título duplo de álbuns mais vendidos do ano no Reino Unido, com 19 e 21.
Em 2012, a cantora recebeu um grande número de indicações no Grammy Award, com seis sendo a cantora favorita da edição. Foram elas: Gravação do Ano, Canção do Ano, Video Em Forma curta com "Rolling in the Deep", Melhor Performance Pop Vocal Solo com "Someone like You", e 2 indicações com o álbum 21, Melhor Álbum vocal de Pop, e a mais importante da cerimónia, "Album do Ano", com exito em todas elas. No BRIT Awards de 2012, a cantora recebeu 3 indicações incluindo "Álbum Britânico do Ano" com 21, além de vencer nas categorias "Melhor Artista Feminina solo" e "Mastecard Album Britânico do Ano", também com o disco.

## American Music Awards
O American Music Awards foi criado em 1973 por Dick Clark para honrar anualmente os artistas que fizeram sucesso na América no ano anterior (premiação alternativa ao Grammy Awards, MTV Video Music Awards, etc). Adele foi nomeada 9 vezes, vencendo cinco.
| American Music Awards | American Music Awards | American Music Awards               | American Music Awards | American Music Awards |
| Ano                   | Trabalho nomeado      | Categoria                           | Resultado             |                       |
| --------------------- | --------------------- | ----------------------------------- | --------------------- | --------------------- |
| 2011                  | Adele                 |                                     |                       |                       |
| 2011                  | Adele                 | Artista do Ano                      | Indicado              |                       |
| 2011                  | Adele                 | Melhor Artista Adulto Contemporâneo | Venceu                |                       |
| 2011                  | Adele                 | Melhor Artista Feminina Pop/Rock    | Venceu                |                       |
| 2011                  | 21                    | Melhor Álbum Pop/Rock               | Venceu                |                       |
| 2012                  | Adele                 | Melhor Artista Adulto Contemporâneo | Venceu                |                       |
| 2016                  | Adele                 | Melhor Artista Adulto Contemporâneo | Venceu                |                       |
| 2016                  | Adele                 | Melhor Artista Feminina Pop/Rock    | Indicado              |                       |
| 2016                  | 25                    | Melhor Álbum Pop/Rock               | Indicado              |                       |
| 2016                  | "Hello"               | Melhor Música de Pop/Rock           | Indicado              |                       |

## ASCAP Pop Music Awards
O American Society of Composers, Authors and Publishers apresenta uma série de premiações anuais em sete diferentes categorias músicais: pop, rhythm e soul, cinema e televisão , latina, country, cristã, e música de concerto. Adele foi nomeada e premiada uma vez.
| ASCAP Pop Music Awards | ASCAP Pop Music Awards | ASCAP Pop Music Awards | ASCAP Pop Music Awards | ASCAP Pop Music Awards |
| Ano                    | Trabalho nomeado       | Categoria              | Resultado              |                        |
| ---------------------- | ---------------------- | ---------------------- | ---------------------- | ---------------------- |
| 2012                   | "Someone like You"     | Canção Mais Tocada     | Venceu                 |                        |

## AIM Independent Music Awards
O "AIM Independent Music Awards" é uma premiação britânica, representada por um grupo composto por 800 membros, que premiam os melhores Álbuns, Marketing, Labels, Propagandas, etc. Adele recebeu 4 prêmios de 4 indicações.
| AIM Independent Music Awards | AIM Independent Music Awards | AIM Independent Music Awards     | AIM Independent Music Awards | AIM Independent Music Awards |
| Ano                          | Trabalho nomeado             | Categoria                        | Resultado                    |                              |
| ---------------------------- | ---------------------------- | -------------------------------- | ---------------------------- | ---------------------------- |
| 2011                         | 21                           | Artista Independente Mais Tocado | Venceu                       |                              |
| 2011                         | Adele                        | Melhor "Dificil" Segundo Álbum   | Venceu                       |                              |
| 2012                         | Adele                        | Artista Independente Mais Tocado | Venceu                       |                              |
| 2016                         | "Hello"                      | Faixa Independente do Ano        | Venceu                       |                              |

## Arqiva Commercial Radio Awards
O Arqiva Commercial Radio Awards é uma cerimônia de premiação anual que comemora o sucesso da indústria radiofônica britânica. Adele foi nomeada e premiada uma vez.
| Arqiva Commercial Radio Awards | Arqiva Commercial Radio Awards | Arqiva Commercial Radio Awards           | Arqiva Commercial Radio Awards | Arqiva Commercial Radio Awards |
| Ano                            | Trabalho nomeado               | Categoria                                | Resultado                      |                                |
| ------------------------------ | ------------------------------ | ---------------------------------------- | ------------------------------ | ------------------------------ |
| 2012                           | Adele                          | Artista Britânico Mais Tocado Nas Rádios | Venceu                         |                                |

## ARIA Awards
O ARIA Music Awards é apresentado anualmente pela Australian Record Industry Association. Adele foi nomeada 2 vezes.
| ARIA Awards | ARIA Awards      | ARIA Awards                        | ARIA Awards | ARIA Awards |
| Ano         | Trabalho nomeado | Categoria                          | Resultado   |             |
| ----------- | ---------------- | ---------------------------------- | ----------- | ----------- |
| 2011        | Adele            | Artista Internacional Mais Popular | Indicado    |             |
| 2012        | Adele            | Melhor Artista Internacional       | Indicado    |             |

## BAFTA Awards
O BAFTA Awards é uma premiação britânica que honra trabalhos da televisão e cinema.
| BAFTA Awards | BAFTA Awards     | BAFTA Awards               | BAFTA Awards | BAFTA Awards |
| Ano          | Trabalho nomeado | Categoria                  | Resultado    |              |
| ------------ | ---------------- | -------------------------- | ------------ | ------------ |
| 2016         | Adele at the BBC | Programa de Entretenimento | Indicado     |              |

## BBC Music Awards
O BBC Music Awards é uma premiação musical britânica realizada pela BBC. Adele venceu dois prêmios em 2015.
| BBC Music Awards | BBC Music Awards | BBC Music Awards            | BBC Music Awards | BBC Music Awards |
| Ano              | Trabalho nomeado | Categoria                   | Resultado        |                  |
| ---------------- | ---------------- | --------------------------- | ---------------- | ---------------- |
| 2015             | Adele            | Melhor Artista Britânico    | Venceu           |                  |
| 2015             | Adele at the BBC | Melhor Performance BBC Live | Venceu           |                  |

## Billboard Awards

### Billboard Music Awards
O Billboard Music Awards é uma cerimônia de entrega de prêmios dos Estados Unidos da América, patrocinado pela revista Billboard, para homenagear os artistas da indústria musical.
| Billboard Music Awards | Billboard Music Awards | Billboard Music Awards              | Billboard Music Awards | Billboard Music Awards |
| Ano                    | Trabalho nomeado       | Categoria                           | Resultado              |                        |
| ---------------------- | ---------------------- | ----------------------------------- | ---------------------- | ---------------------- |
| 2012                   | Adele                  | Artista do Ano                      | Venceu                 |                        |
| 2012                   | Adele                  | Artista Feminina do Ano             | Venceu                 |                        |
| 2012                   | Adele                  | Top 200 Artista do Ano              | Venceu                 |                        |
| 2012                   | Adele                  | Top Canções Digitais Artista do Ano | Venceu                 |                        |
| 2012                   | Adele                  | Top Canções de Rádio Artista do Ano | Venceu                 |                        |
| 2012                   | Adele                  | Top Hot 100 Artista do Ano          | Venceu                 |                        |
| 2012                   | Adele                  | Top Digital Media Artista do Ano    | Venceu                 |                        |
| 2012                   | Adele                  | Top Pop Artista do Ano              | Venceu                 |                        |
| 2012                   | "Rolling In The Deep"  | Transmissão Pop do Ano (Vídeo)      | Venceu                 |                        |
| 2012                   | "Rolling In The Deep"  | Canção Alternativa Pop do Ano       | Venceu                 |                        |
| 2012                   | "Rolling In The Deep"  | Transmissão Pop do Ano (Áudio)      | Indicado               |                        |
| 2012                   | "Rolling In The Deep"  | Top Digital Canção do Ano           | Indicado               |                        |
| 2012                   | "Rolling In The Deep"  | Canção Pop do Ano                   | Indicado               |                        |
| 2012                   | "Rolling In The Deep"  | Top Hot 100 Canção do Ano           | Indicado               |                        |
| 2012                   | "Rolling In The Deep"  | Top Rádio Canção do Ano             | Indicado               |                        |
| 2012                   | "21"                   | Billboard Top 200 Álbum do Ano      | Venceu                 |                        |
| 2012                   | "21"                   | Álbum Pop do Ano                    | Venceu                 |                        |
| 2012                   | 19                     | Álbum Pop do Ano                    | Indicado               |                        |
| 2012                   | "Someone like You"     | Canção Pop do Ano                   | Indicado               |                        |
| 2013                   | Adele                  | Top 200 Billboard Artista do Ano    | Indicado               |                        |
| 2013                   | Adele                  | Melhor Artista Feminina             | Indicado               |                        |
| 2013                   | Adele                  | Melhor Artista Pop                  | Indicado               |                        |
| 2013                   | "21"                   | Billboard Top 200 Álbum do Ano      | Indicado               |                        |
| 2013                   | "21"                   | Álbum Pop do Ano                    | Venceu                 |                        |
| 2016                   | Adele                  | Melhor Artista                      | Venceu                 | [ 18 ]                 |
| 2016                   | Adele                  | Melhor Artista Feminina             | Venceu                 | [ 18 ]                 |
| 2016                   | Adele                  | Top Billboard 200 Artist            | Venceu                 | [ 18 ]                 |
| 2016                   | Adele                  | Top Song Sales Artist               | Indicado               | [ 18 ]                 |
| 2016                   | Adele                  | Billboard Chart Achievement Award   | Indicado               | [ 18 ]                 |
| 2016                   | 25                     | Top Billboard 200 Album             | Venceu                 | [ 18 ]                 |
| 2016                   | "Hello"                | Top Hot 100 Song                    | Indicado               | [ 18 ]                 |
| 2016                   | "Hello"                | Top Selling Song                    | Venceu                 | [ 18 ]                 |
| 2016                   | "Hello"                | Top Radio Song                      | Indicado               | [ 18 ]                 |
| 2017                   | Adele                  | Melhor Artista                      | Indicado               |                        |
| 2017                   | Adele                  | Melhor Artista Feminina             | Indicado               |                        |

## Billboard Year-End Charts Awards
O Billboard Year-End Charts Awards entrega anualmente prêmios para os artistas de maiores sucessos nas paradas. Adele recebeu 11 prêmios em 2011 e 8 em 2012.
| Billboard Year-End Charts Awards | Billboard Year-End Charts Awards | Billboard Year-End Charts Awards  | Billboard Year-End Charts Awards | Billboard Year-End Charts Awards |
| Ano                              | Trabalho nomeado                 | Categoria                         | Resultado                        |                                  |
| -------------------------------- | -------------------------------- | --------------------------------- | -------------------------------- | -------------------------------- |
| 2011                             | Adele                            | Artista do Ano                    | Venceu                           |                                  |
| 2011                             | Adele                            | Artista do Hot 200                | Venceu                           |                                  |
| 2011                             | Adele                            | Artista de Álbuns Digitais        | Venceu                           |                                  |
| 2011                             | "Rolling In The Deep"            | Melhor Canção top 100             | Venceu                           |                                  |
| 2011                             | "Rolling In The Deep"            | Melhor Canção Digital             | Venceu                           |                                  |
| 2011                             | "Rolling In The Deep"            | Canção Pop Adultas                | Venceu                           |                                  |
| 2011                             | "Rolling In The Deep"            | Top 100 Canadense                 | Venceu                           |                                  |
| 2011                             | "21"                             | Álbum Hot 200                     | Venceu                           |                                  |
| 2011                             | "21"                             | Álbum Digital                     | Venceu                           |                                  |
| 2011                             | "21"                             | Top 100 Canadense de Albums       | Venceu                           |                                  |
| 2011                             | 19                               | Álbum do Catálogo                 | Venceu                           |                                  |
| 2012                             | Adele                            | Artista do Ano                    | Venceu                           |                                  |
| 2012                             | Adele                            | Artista do Ano Hot 200            | Venceu                           |                                  |
| 2012                             | Adele                            | Top Digital Songs Artista do Ano  | Venceu                           |                                  |
| 2012                             | Adele                            | Artista Adulta Contemporânea      | Venceu                           |                                  |
| 2012                             | "21"                             | Billboard Top 200 Álbum do Ano    | Venceu                           |                                  |
| 2012                             | "21"                             | Melhor Álbum Digital do Ano       | Venceu                           |                                  |
| 2012                             | "21"                             | Top Canadian Hot 100 Álbum do Ano | Venceu                           |                                  |
| 2012                             | 19                               | Álbum do Catálogo                 | Venceu                           |                                  |

## BMI Awards
Todo ano o BMI Awards homenageia as maiores canções performadas das rádios, televisões. Adele recebeu 5 prêmios de 5 indicações.

| BMI Awards | BMI Awards             | BMI Awards          | BMI Awards | BMI Awards |
| Ano        | Trabalho nomeado       | Categoria           | Resultado  |            |
| ---------- | ---------------------- | ------------------- | ---------- | ---------- |
| 2009       | "Chasing Pavements"    | Award-Winning Songs | Venceu     |            |
| 2012       | "Rolling in the Deep"  | Award-Winning Songs | Venceu     |            |
| 2012       | "Rolling in the Deep"  | Música do Ano       | Venceu     |            |
| 2012       | "Set Fire to the Rain" | Award-Winning Songs | Venceu     |            |
| 2012       | "Someone Like You"     | Award-Winning Songs | Venceu     |            |

## Brit Awards
O Brit Awards anualmente reconhece os Melhores Artistas do Reino Unido e do mundo. Adele recebeu pela primeira vez o prêmio Escolha da Crítica, em 2008. Durante a carreira, Adele ganhou 9 prêmios de 14 indicações.
| Brit Awards | Brit Awards         | Brit Awards                       | Brit Awards | Brit Awards |
| Ano         | Trabalho nomeado    | Categoria                         | Resultado   |             |
| ----------- | ------------------- | --------------------------------- | ----------- | ----------- |
| 2008        | Adele               | Escolha dos Críticos              | Venceu      |             |
| 2009        | Adele               | Melhor Artista Feminina Britânica | Indicado    |             |
| 2009        | Adele               | Melhor Artista Revelação          | Indicado    |             |
| 2009        | "Chasing Pavements" | Single Britânico do Ano           | Indicado    |             |
| 2012        | Adele               | Melhor Artista Feminina Britânica | Venceu      |             |
| 2012        | "Someone like You"  | Single Britânico do Ano           | Indicado    |             |
| 2012        | 21                  | Álbum Britânico do Ano            | Venceu      |             |
| 2013        | "Skyfall"           | Single Britânico do Ano           | Venceu      |             |
| 2016        | Adele               | Melhor Artista Feminina Britânica | Venceu      |             |
| 2016        | Adele               | Global Success Award              | Venceu      |             |
| 2016        | "Hello"             | Single Britânico do Ano           | Venceu      |             |
| 2016        | "Hello"             | Videoclipe Britânico do Ano       | Indicado    |             |
| 2016        | 25                  | Álbum Britânico do Ano            | Venceu      |             |
| 2017        | Adele               | Global Success Award              | Venceu      |             |

## BT Digital Music Awards
O BT Digital Music Awards (DMA) foi criado no Reino Unido em 2001, e é apresentado anualmente. Profissionais da Música podem nomear artistas. O Prêmio é similar ao People's Choice Awards, ou seja, escolhido pelo público. Adele recebeu 1 prêmio de 6 indicações.
| BT Digital Music Awards | BT Digital Music Awards | BT Digital Music Awards           | BT Digital Music Awards | BT Digital Music Awards |
| Ano                     | Trabalho nomeado        | Categoria                         | Resultado               |                         |
| ----------------------- | ----------------------- | --------------------------------- | ----------------------- | ----------------------- |
| 2011                    | Adele                   | Melhor Artista Feminina           | Indicado                |                         |
| 2011                    | Adele                   | Melhor Artista/grupo Independente | Venceu                  |                         |
| 2011                    | "Make You Feel My Love" | Melhor Canção                     | Indicado                |                         |
| 2011                    | "Someone like You"      | Melhor Canção                     | Indicado                |                         |
| 2011                    | "Rolling in the Deep"   | Melhor Canção                     | Indicado                |                         |
| 2011                    | "Rolling in the Deep"   | Melhor Video                      | Indicado                |                         |

## CMT Music Awards
O CMT Music Awards é votado pelos fãns de artistas músicais. Todo ano o prêmio é entregue em Nashville, Tennessee e televisado pelo canal CMT. A votação acontece no site CMT. Adele foi nomeada em 2010 na categoria CMT "Artists of the Year performance" com Need You Now com Darius Rucker.
| CMT Music Awards | CMT Music Awards                   | CMT Music Awards   | CMT Music Awards | CMT Music Awards |
| Ano              | Trabalho nomeado                   | Categoria          | Resultado        |                  |
| ---------------- | ---------------------------------- | ------------------ | ---------------- | ---------------- |
| 2010             | "Need You Now" com (Darius Rucker) | Performance do Ano | Indicado         |                  |

## Critics' Choice Movie Awards
O Critics' Choice Movie Awards é uma premiação britânica que honra trabalhos da televisão e cinema.
| Critics's Choice Movie Awards | Critics's Choice Movie Awards | Critics's Choice Movie Awards | Critics's Choice Movie Awards | Critics's Choice Movie Awards |
| Ano                           | Trabalho nomeado              | Categoria                     | Resultado                     |                               |
| ----------------------------- | ----------------------------- | ----------------------------- | ----------------------------- | ----------------------------- |
| 2012                          | "Skyfall"                     | Melhor música                 | Venceu                        |                               |

## ECHO Music Awards
O ECHO Music Awards é uma premiação alemã de música reconhecida pela "Deutsche Phono-Akademie". Os vencedores são determinados pelas vendas do ano. Adele foi nomeada em 2011,2012 e 2016.
| ECHO Music Awards | ECHO Music Awards | ECHO Music Awards                               | ECHO Music Awards | ECHO Music Awards |
| Ano               | Trabalho nomeado  | Categoria                                       | Resultado         |                   |
| ----------------- | ----------------- | ----------------------------------------------- | ----------------- | ----------------- |
| 2011              | Adele             | Melhor Artista Internacional Feminina, Pop/Rock | Indicado          |                   |
| 2012              | Adele             | Melhor Artista Internacional Feminina, Pop/Rock | Venceu            |                   |
| 2012              | 21                | Álbum do Ano                                    | Venceu            |                   |
| 2016              | 25                | Álbum do Ano                                    | Indicado          |                   |
| 2016              | "Hello"           | Melhor single do ano                            | Indicado          |                   |
| 2016              | Adele             | Melhor Artista Internacional Feminina, Pop/Rock | Venceu            |                   |

## European Border Breakers Awards
Todo ano O European Border Breakers Awards, (EBBA), prêmia os melhores álbuns Europeus. Adele recebeu um prêmio em 2009.
| European Border Breakers Awards | European Border Breakers Awards | European Border Breakers Awards | European Border Breakers Awards | European Border Breakers Awards |
| Ano                             | Trabalho nomeado                | Categoria                       | Resultado                       |                                 |
| ------------------------------- | ------------------------------- | ------------------------------- | ------------------------------- | ------------------------------- |
| 2009                            | 19                              | Melhor Álbum do Reino Unido     | Venceu                          |                                 |

## Emma-Gaala
O Emma-Gaala (Emma Awards) está hospedado anualmente pela Musiikkituottajat, uma das principais finlandesa da indústria musical federação, para reconhecer realizações na indústria da música finlandesa. Adele foi indicada em 2012.

| Emma-Gaala | Emma-Gaala       | Emma-Gaala                   | Emma-Gaala | Emma-Gaala |
| Ano        | Trabalho nomeado | Categoria                    | Resultado  |            |
| ---------- | ---------------- | ---------------------------- | ---------- | ---------- |
| 2012       | Adele            | Artista Internacional do Ano | Indicado   |            |

## Emmy Awards
O Emmy Awards é uma premiação que honra anualmente programas e profissionais da televisão. É considerado o Oscar da televisão. Em 2022, Adele foi premiada pela produção executiva do especial Adele: One Night Only.
| Emmy Awards | Emmy Awards             | Emmy Awards                                 | Emmy Awards | Emmy Awards |
| Ano         | Trabalho nomeado        | Categoria                                   | Resultado   |             |
| ----------- | ----------------------- | ------------------------------------------- | ----------- | ----------- |
| 2022        | "Adele: One Night Only" | Melhor Especial de Variedades (Pré Gravado) | Venceu      |             |

## Glamour Women of the Year Awards
Premiação entregue anualmente pela revista Gamour Women. Adele recebeu 2 prêmios de duas indicações.
| Glamour Women Of The Year Awards | Glamour Women Of The Year Awards | Glamour Women Of The Year Awards | Glamour Women Of The Year Awards | Glamour Women Of The Year Awards |
| Ano                              | Trabalho nomeado                 | Categoria                        | Resultado                        |                                  |
| -------------------------------- | -------------------------------- | -------------------------------- | -------------------------------- | -------------------------------- |
| 2009                             | Adele                            | Melhor Artista Solo Britânico    | Venceu                           |                                  |
| 2011                             | Adele                            | Melhor Artista Solo Britânico    | Venceu                           |                                  |

## Golden Globe Awards
O Golden Globe Awards Premiação entregue anualmente pela Associação de Correspondentes Estrangeiros em Hollywood. Adele venceu em Melhor Canção Original no ano de 2013.
| Golden Globe Awards | Golden Globe Awards | Golden Globe Awards    | Golden Globe Awards | Golden Globe Awards |
| Ano                 | Trabalho nomeado    | Categoria              | Resultado           |                     |
| ------------------- | ------------------- | ---------------------- | ------------------- | ------------------- |
| 2013                | "Skyfall"           | Melhor Canção Original | Venceu              |                     |

## Grammis Awards
O Grammis Awards é a premiação mais importante da música Sueca. Adele venceu em uma categoria em 2012.
| Grammis Award | Grammis Award    | Grammis Award              | Grammis Award | Grammis Award |
| Ano           | Trabalho nomeado | Categoria                  | Resultado     |               |
| ------------- | ---------------- | -------------------------- | ------------- | ------------- |
| 2012          | 21               | Álbum Internacional do Ano | Venceu        |               |

## Grammy Awards
O Grammy Awards (inicialmente denominada de Gramophone Awards) é uma cerimônia de premiação da "Academia Nacional de Artes e Ciências de Gravação" (do inglês National Academy of Recording Arts and Sciences) dos Estados Unidos, que presenteia anualmente os profissionais da indústria musical com o prêmio Grammy, em reconhecimento à excelência do trabalho e conquistas na arte de produção musical e, provendo suporte à comunidade da indústria musical. Foi entregue pela primeira vez em 1958. Adele recebeu quinze prêmios de dezoito indicações. Em 2012, Adele foi a segunda artista (seguida de Christopher Cross) a receber todas as categorias gerais, nomeadas "The Big Four" (em Português, as "As Grandes 4"). Em 2013, ganhou o prêmio de Melhor Performance Pop Solo por Set Fire to the Rain. Em 2014, Adele venceu o prêmio de Melhor Música escrita para Mídias Visuais com Skyfall, para o filme 007: Operação Skyfall, canção que tambem a rendeu um Oscar e um Globo de Ouro.
| Grammy Awards | Grammy Awards                                          | Grammy Awards                           | Grammy Awards |        |
| Ano           | Trabalho nomeado                                       | Categoria                               | Resultado     |        |
| ------------- | ------------------------------------------------------ | --------------------------------------- | ------------- | ------ |
| 2009          | Adele                                                  | Artista Revelação                       | Venceu        |        |
| 2009          | "Chasing Pavements"                                    | Gravação do Ano                         | Indicado      |        |
| 2009          | "Chasing Pavements"                                    | Canção do Ano                           | Indicado      |        |
| 2009          | "Chasing Pavements"                                    | Melhor Performance Pop Vocal Feminina   | Venceu        |        |
| 2010          | "Hometown Glory"                                       | Melhor Performance Pop Vocal Feminina   | Indicado      |        |
| 2012          | "21"                                                   | Álbum do Ano                            | Venceu        |        |
| 2012          | "21"                                                   | Melhor Álbum de Pop Vocal               | Venceu        |        |
| 2012          | "Rolling in the Deep"                                  | Canção do Ano                           | Venceu        |        |
| 2012          | "Rolling in the Deep"                                  | Gravação do Ano                         | Venceu        |        |
| 2012          | "Rolling in the Deep"                                  | Melhor Vídeo em Curta-Metragem          | Venceu        |        |
| 2012          | "Someone like You"                                     | Melhor Performance Pop Solo             | Venceu        |        |
| 2013          | "Set Fire to the Rain" (Live at the Royal Albert Hall) | Melhor Performance Pop Solo             | Venceu        |        |
| 2014          | "Skyfall"                                              | Melhor Canção Escrita para Mídia Visual | Venceu        |        |
| 2017          | "25"                                                   | Álbum do Ano                            | Venceu        |        |
| 2017          | "25"                                                   | Melhor Álbum Pop Vocal                  | Venceu        |        |
| 2017          | "Hello"                                                | Canção do Ano                           | Venceu        |        |
| 2017          | "Hello"                                                | Gravação do Ano                         | Venceu        |        |
| 2017          | "Hello"                                                | Melhor Performance Pop Solo             | Venceu        |        |
| 2023          | 30                                                     | Álbum do Ano                            | Indicada      | [ 35 ] |
| 2023          | 30                                                     | Álbum Vocal de Pop                      | Indicada      | [ 35 ] |
| 2023          | "Easy on Me"                                           | Gravação do Ano                         | Indicada      | [ 35 ] |
| 2023          | "Easy on Me"                                           | Canção do Ano                           | Indicada      | [ 35 ] |
| 2023          | "Easy on Me"                                           | Performance Solo de Pop                 | Venceu        | [ 35 ] |
| 2023          | "Easy on Me"                                           | Vídeo Musical                           | Indicada      | [ 35 ] |
| 2023          | Adele One Night Only                                   | Filme musical                           | Indicada      | [ 35 ] |

## Houston Film Critics Society
A Houston Film Critics Society é uma organização crítico de cinema sem fins lucrativos, em Houston, Texas, Estados Unidos. O grupo apresenta um conjunto anual de prêmios de cinema para "realização extraordinária em filme", em uma cerimônia realizada no Museu de Belas Artes de Houston. A organização, fundada em 2007 por Danny Minton e Nick Nicholson, inclui 25 críticos de cinema para imprensa, rádio, televisão, internet e publicações na área metropolitana de Houston. Adele recebeu um prêmio.
| Houston Film Critics Society | Houston Film Critics Society | Houston Film Critics Society | Houston Film Critics Society | Houston Film Critics Society |
| Ano                          | Trabalho nomeado             | Categoria                    | Resultado                    |                              |
| ---------------------------- | ---------------------------- | ---------------------------- | ---------------------------- | ---------------------------- |
| 2012                         | "Skyfall"                    | Melhor Canção Original       | Venceu                       |                              |

## Independent Music Awards
O Independent Music Awards é a premiação mais importante da música Sueca. Adele venceu em uma categoria em 2012.
| Independent Music Awards | Independent Music Awards | Independent Music Awards          | Independent Music Awards | Independent Music Awards |
| Ano                      | Trabalho nomeado         | Categoria                         | Resultado                |                          |
| ------------------------ | ------------------------ | --------------------------------- | ------------------------ | ------------------------ |
| 2012                     | "Rolling in the Deep"    | Single Internacional do Ano       | Indicado                 |                          |
| 2012                     | "21"                     | Álbum Internacional do Ano        | Venceu                   |                          |
| 2012                     | "Adele"                  | Artista Solo Internacional do Ano | Venceu                   |                          |

## Ivor Novello Awards
O Ivor Novello Awards é uma das premiações mais importante da música britânica. Adele venceu três prêmios de sete indicações.
| Ivor Novello Awards | Ivor Novello Awards   | Ivor Novello Awards                        | Ivor Novello Awards | Ivor Novello Awards |
| Ano                 | Trabalho nomeado      | Categoria                                  | Resultado           |                     |
| ------------------- | --------------------- | ------------------------------------------ | ------------------- | ------------------- |
| 2012                | Adele                 | Compositora do Ano                         | Venceu              |                     |
| 2012                | "Rolling in the Deep" | PRS para Canção Mais Tocada                | Venceu              |                     |
| 2012                | "Rolling in the Deep" | Canção do Ano (musicalmente e liricamente) | Indicado            |                     |
| 2012                | "Someone like You"    | PRS para Canção Mais Tocada                | Indicado            |                     |
| 2012                | 21                    | Álbum do Ano                               | Indicado            |                     |
| 2016                | Adele                 | Compositora do Ano                         | Venceu              |                     |
| 2017                | "When We Were Young"  | PRS para Canção Mais Tocada                | Pendente            |                     |

## Jusus Award
O Jusus Award é uma premiação Russa que acontece anualmente, honrando os melhores artistas da Rússia e de outros países. Adele recebeu 1 prêmio de uma indicação, em 2011.
| Jusus Awards | Jusus Awards     | Jusus Awards               | Jusus Awards | Jusus Awards |
| Ano          | Trabalho nomeado | Categoria                  | Resultado    |              |
| ------------ | ---------------- | -------------------------- | ------------ | ------------ |
| 2011         | 21               | Álbum Internacional do Ano | Venceu       |              |

## Juno Awards
Os prêmios Juno Awards são concedidos anualmente pela Academia Canadense de Artes e Ciências Fonográficas (Canadian Academy of Recording Arts and Sciences) para honrar a excelência de cantores e músicos canadenses. Adele recebeu três prêmios de três indicações.
| Juno Awards | Juno Awards      | Juno Awards                | Juno Awards | Juno Awards |
| Ano         | Trabalho nomeado | Categoria                  | Resultado   |             |
| ----------- | ---------------- | -------------------------- | ----------- | ----------- |
| 2012        | 21               | Álbum Internacional do Ano | Venceu      |             |
| 2016        | 25               | Álbum Internacional do Ano | Venceu      |             |
| 2016        | Hello            | Vídeo do Ano               | Venceu      |             |

## Las Vegas Film Critics Society
O Las Vegas Film Critics Society (LVFCS) é uma organização sem fins lucrativos, composto por jornais, televisão e internet críticos de cinema selecionadas em Las Vegas Valley. Adele recebeu um prêmio de uma indicação.
| Las Vegas Film Critics Society | Las Vegas Film Critics Society | Las Vegas Film Critics Society | Las Vegas Film Critics Society | Las Vegas Film Critics Society |
| Ano                            | Trabalho nomeado               | Categoria                      | Resultado                      |                                |
| ------------------------------ | ------------------------------ | ------------------------------ | ------------------------------ | ------------------------------ |
| 2012                           | "Skyfall"                      | Melhor Canção                  | Venceu                         |                                |

## IFPI Platinum Europe Awards
Criado em 1996, O IFPI, reconhece os Artistas que atingiram 1 Milhão de Cópias na Europa. Adele recebeu 1 Prêmio de Plátina por seu Álbum 21.
| IFPI Platium Europe Awards | IFPI Platium Europe Awards | IFPI Platium Europe Awards | IFPI Platium Europe Awards | IFPI Platium Europe Awards |
| Ano                        | Trabalho nomeado           | Categoria                  | Resultado                  |                            |
| -------------------------- | -------------------------- | -------------------------- | -------------------------- | -------------------------- |
| 2011                       | 21                         | Prêmio de Platina          | Venceu                     |                            |

## Mercury Prize
O Mercury Prize, anualmente honra o melhor álbum do Reino Unido e da Irlanda. As Indicações são escolhidas por Jornalistas, músicos, executivos, da indústria Músical britânica. Adele venceu duas vezes.

| Mercury Prize | Mercury Prize    | Mercury Prize | Mercury Prize | Mercury Prize |
| Ano           | Trabalho nomeado | Categoria     | Resultado     |               |
| ------------- | ---------------- | ------------- | ------------- | ------------- |
| 2008          | 19               | Álbum do Ano  | Venceu        |               |
| 2011          | 21               | Álbum do Ano  | Venceu        |               |

## MP3 Music Awards
O ato MP3 Music awards está caracterizado como um catalisador importante da indústria da música, criando condições para que artistas e bandas tenha uma experiência inesquecivel.
Adele venceu em uma categoria a qual foi nomeada em 2011.

| MP3 Music Awards | MP3 Music Awards   | MP3 Music Awards       | MP3 Music Awards | MP3 Music Awards |
| Ano              | Trabalho nomeado   | Categoria              | Resultado        |                  |
| ---------------- | ------------------ | ---------------------- | ---------------- | ---------------- |
| 2011             | "Someone like You" | Radio/Charts/Downloads | Venceu           |                  |

## MOBO Awards
O Mobo Awards (Música de Origem Negra) foi realizado pela primeira vez em 1996, horando os artistas que performam música Negra (Hip-hop, Rap, Gospel, reggae, etc.). Adele foi nomeada 5 vezes, ganhando 1 prêmio.

| MOBO Awards | MOBO Awards        | MOBO Awards                       | MOBO Awards | MOBO Awards |
| Ano         | Trabalho nomeado   | Categoria                         | Resultado   |             |
| ----------- | ------------------ | --------------------------------- | ----------- | ----------- |
| 2008        | Adele              | Melhor Artista Britânica Feminina | Indicado    |             |
| 2011        | Adele              | Melhor Artista Britânico          | Indicado    |             |
| 2011        | Adele              | Melhor Artista Soul/R&B           | Venceu      |             |
| 2011        | 21                 | Álbum do Ano                      | Indicado    |             |
| 2011        | "Someone like You" | Melhor Canção                     | Indicado    |             |

## Music Week Awards
O Music Week Awards foi criado para reconhecer sucessos comerciais na indústria da música no Reino Unido através de campos, incluindo marketing, vendas, distribuição e varejo. Adele ganhou dois prêmios.
| MOBO Awards | MOBO Awards      | MOBO Awards                     | MOBO Awards | MOBO Awards |
| Ano         | Trabalho nomeado | Categoria                       | Resultado   |             |
| ----------- | ---------------- | ------------------------------- | ----------- | ----------- |
| 2012        | 21               | Campanha de Marketing Artistica | Venceu      |             |
| 2012        | 21               | Campanha PR                     | Venceu      |             |

## MuchMusic Video Awards
O MuchMusic Video Awards (também conhecido como MMVA ou MMVAs) são prêmios anuais apresentados pelo canal de música canadense MuchMusic a honra dos melhores vídeos de música do ano. Adele recebeu uma nomeação.
| MuchMusic Video Awards | MuchMusic Video Awards | MuchMusic Video Awards | MuchMusic Video Awards | MuchMusic Video Awards |
| Ano                    | Trabalho nomeado       | Categoria              | Resultado              |                        |
| ---------------------- | ---------------------- | ---------------------- | ---------------------- | ---------------------- |
| 2012                   | Artista Favorito UR    | Adele                  | Indicado               |                        |

## MTV Awards

### MTV Europe Music Awards
O MTV Europe Music Awards, acrônimo (EMA), foi criado em 1994, para celebrar os melhores artistas da Europa. Adele foi nomeada seis vezes, vencendo uma.
| MTV Europe Music Awards | MTV Europe Music Awards | MTV Europe Music Awards           | MTV Europe Music Awards | MTV Europe Music Awards |
| Ano                     | Trabalho nomeado        | Categoria                         | Resultado               |                         |
| ----------------------- | ----------------------- | --------------------------------- | ----------------------- | ----------------------- |
| 2008                    | Adele                   | Melhor Artista Inglaterra/Irlanda | Indicado                |                         |
| 2011                    | Adele                   | Melhor Artista Inglaterra/Irlanda | Venceu                  |                         |
| 2011                    | Adele                   | Melhor Artista Europeu            | Indicado                |                         |
| 2011                    | Adele                   | Melhor Artista Feminina           | Indicado                |                         |
| 2011                    | "Rolling in the Deep"   | Melhor Canção                     | Indicado                |                         |
| 2011                    | "Rolling in the Deep"   | Melhor Vídeo                      | Indicado                |                         |

### MTV TRL Awards
O MTV TRL Awards é uma premiação Italia, hosteada pela MTV. A Cerimônia Honra os melhores cantores, videos, performances do ano. Adele está nomeada em  uma categoria.
| MTV TRL Awards | MTV TRL Awards   | MTV TRL Awards | MTV TRL Awards | MTV TRL Awards |
| Ano            | Trabalho nomeado | Categoria      | Resultado      |                |
| -------------- | ---------------- | -------------- | -------------- | -------------- |
| 2012           | Adele            | Mulher do Ano  | Indicado       |                |

### MTV's Song of the Year
O MTV Song of the Year, premia a "Melhor Canção do Ano". "Rolling in the Deep", foi considerada a canção do ano de 2011.
| MTV Song of the Year | MTV Song of the Year  | MTV Song of the Year | MTV Song of the Year | MTV Song of the Year |
| Ano                  | Trabalho nomeado      | Categoria            | Resultado            |                      |
| -------------------- | --------------------- | -------------------- | -------------------- | -------------------- |
| 2011                 | "Rolling in the Deep" | Canção do Ano        | Venceu               |                      |

### MTV Video Music Awards
O MTV Video Music Awards, vulgo VMA, foi criado em 1984, pela MTV, para celebrar os melhores video-clipes do Ano. Adele em 2008, foi indicada por Melhor Coreografia com Chasing Pavements. Em 2011, ela foi indicada 7 vezes com Rolling in the Deep, vencendo 3 delas, sendo uma das maiores vencedoras da noite. Ela voltou em 2016 com as indicações, sendo 8 com Hello e Send My Love (To Your New Lover).

| MTV Video Music Awards | MTV Video Music Awards             | MTV Video Music Awards   | MTV Video Music Awards | MTV Video Music Awards |
| Ano                    | Trabalho nomeado                   | Categoria                | Resultado              |                        |
| ---------------------- | ---------------------------------- | ------------------------ | ---------------------- | ---------------------- |
| 2008                   | "Chasing Pavements"                | Melhor Coreografia       | Indicado               |                        |
| 2011                   | "Rolling in the Deep"              | Vídeo do Ano             | Indicado               |                        |
| 2011                   | "Rolling in the Deep"              | Melhor Vídeo Feminino    | Indicado               |                        |
| 2011                   | "Rolling in the Deep"              | Melhor Vídeo Pop         | Indicado               |                        |
| 2011                   | "Rolling in the Deep"              | Melhor Direção           | Indicado               |                        |
| 2011                   | "Rolling in the Deep"              | Melhor Edição            | Venceu                 |                        |
| 2011                   | "Rolling in the Deep"              | Melhor Fotografia        | Venceu                 |                        |
| 2011                   | "Rolling in the Deep"              | Melhor Direção de Arte   | Venceu                 |                        |
| 2016                   | "Hello"                            | Vídeo do Ano             | Indicado               |                        |
| 2016                   | "Hello"                            | Melhor Vídeo Feminino    | Indicado               |                        |
| 2016                   | "Hello"                            | Melhor Vídeo Pop         | Indicado               |                        |
| 2016                   | "Hello"                            | Melhor Direção           | Indicado               |                        |
| 2016                   | "Hello"                            | Melhor Direção de Arte   | Indicado               |                        |
| 2016                   | "Hello"                            | Melhor Edição            | Indicado               |                        |
| 2016                   | "Hello"                            | Melhor Cinematografia    | Indicado               |                        |
| 2016                   | "Send My Love (To Your New Lover)" | Melhores Efeitos Visuais | Indicado               |                        |

### MTV Video Music Brasil
O MTV Video Music Brasil, foi criado em 1995, para honrar os melhores Artistas do Brasil e internacionais. Adele foi nomeada uma vez.
| MTV Video Music Brasil | MTV Video Music Brasil | MTV Video Music Brasil       | MTV Video Music Brasil | MTV Video Music Brasil |
| Ano                    | Trabalho nomeado       | Categoria                    | Resultado              |                        |
| ---------------------- | ---------------------- | ---------------------------- | ---------------------- | ---------------------- |
| 2011                   | Adele                  | Melhor Artista Internacional | Indicado               |                        |

### mtvU Woodie Awards
mtvU faz uma premiação anual votada pelo site, mtvU Woodie Awards. Adele foi indicada na categoria Vídeo do Ano, em 2008, com "Chasing Pavements".
| mtvU Woodie Awards | mtvU Woodie Awards  | mtvU Woodie Awards | mtvU Woodie Awards | mtvU Woodie Awards |
| Ano                | Trabalho nomeado    | Categoria          | Resultado          |                    |
| ------------------ | ------------------- | ------------------ | ------------------ | ------------------ |
| 2008               | "Chasing Pavements" | Vídeo do Ano       | Indicado           |                    |

## NAACP Image Awards
O "NAACP Image Awards" é um prêmio de cinema norte-americano concedido desde 1970 anualmente pela National Association for the Advancement of Colored People (NAACP, em português: Associação Nacional para o Progresso de Pessoas de Cor) para os afro-americanos mais influentes do cinema, televisão e música do ano. Em 2012, Adele foi nomeada em uma categoria.

| NAACP Image Awards | NAACP Image Awards | NAACP Image Awards | NAACP Image Awards | NAACP Image Awards |
| Ano                | Trabalho nomeado   | Categoria          | Resultado          |                    |
| ------------------ | ------------------ | ------------------ | ------------------ | ------------------ |
| 2011               | "Someone like You" | Melhor Vídeo       | Indicado           |                    |

## Nickelodeon Awards

### British Nickelodeon Kid's Choice Awards
O British Nickelodeon Kid's Choice Awards é entregue pelo Canal do Mesmo nome, honrando os Melhores da TV, Música, etc. Em 2012, Adele venceu uma vez.

| American Nickelodeon Kid's Choice Awards | American Nickelodeon Kid's Choice Awards | American Nickelodeon Kid's Choice Awards | American Nickelodeon Kid's Choice Awards | American Nickelodeon Kid's Choice Awards |
| Ano                                      | Trabalho nomeado                         | Categoria                                | Resultado                                |                                          |
| ---------------------------------------- | ---------------------------------------- | ---------------------------------------- | ---------------------------------------- | ---------------------------------------- |
| 2012                                     | Adele                                    | Melhor Artista Britânica Feminina        | Venceu                                   |                                          |
| 2013                                     | Adele                                    | Melhor Artista Britânica Feminina        | Venceu                                   |                                          |

### Kids' Choice Awards
| Ano  | Prêmio                             | Categoria      | Situação |
| ---- | ---------------------------------- | -------------- | -------- |
| 2013 | Adele                              | Melhor Cantora | Indicado |
| 2016 | Adele                              | Melhor Cantora | Indicado |
| 2016 | "Hello"                            | Música do Ano  | Venceu   |
| 2017 | Adele                              | Melhor Cantora | Indicado |
| 2017 | “Send My Love (To Your New Lover)” | Música do Ano  | Indicado |

## NRJ Music Awards
O "NRJ Music Awards" é uma prêmiação anual realizada pelo canal NRJ. Em 2012, Adele foi nomeada em duas categorias e venceu as duas.

| NRJ Music Awards | NRJ Music Awards   | NRJ Music Awards                       | NRJ Music Awards | NRJ Music Awards |
| Ano              | Trabalho nomeado   | Categoria                              | Resultado        |                  |
| ---------------- | ------------------ | -------------------------------------- | ---------------- | ---------------- |
| 2011             | "Someone like You" | Canção do Ano                          | Venceu           |                  |
| 2011             | "Adele"            | Artista Revelação Internacional do Ano | Venceu           |                  |
| 2013             | "Adele"            | Artista Revelação Internacional do Ano | Indicado         |                  |

## NME Awards
O "NME Awards" é uma prêmiação anual realizada pela revista NME. Em 2012, Adele foi nomeada em 2012.
| NME Awards | NME Awards       | NME Awards          | NME Awards | NME Awards |
| Ano        | Trabalho nomeado | Categoria           | Resultado  |            |
| ---------- | ---------------- | ------------------- | ---------- | ---------- |
| 2012       | "Adele"          | Melhor Artista Solo | Indicado   |            |

## Oscar
O Oscar ou Academy Awards, é a maior premiação do cinema mundial organizado e entregue anualmente pela Academia de Artes e Ciências Cinematográficas.
| Oscar | Oscar            | Oscar                  | Oscar     | Oscar |
| Ano   | Trabalho Nomeado | Categoria              | Resultado |       |
| ----- | ---------------- | ---------------------- | --------- | ----- |
| 2013  | "Skyfall"        | Melhor Canção Original | Venceu    |       |

## People's Choice Awards
O "People's Choice Awards" é uma premiação onde o público escolhe os indicados e os vencedores. Em 2012, a cantora foi nomeada em 4 categorias.

| People's Choice Awards | People's Choice Awards | People's Choice Awards  | People's Choice Awards | People's Choice Awards |
| Ano                    | Trabalho nomeado       | Categoria               | Resultado              |                        |
| ---------------------- | ---------------------- | ----------------------- | ---------------------- | ---------------------- |
| 2012                   | Adele                  | Melhor Artista Feminina | Indicado               |                        |
| 2012                   | 21                     | Álbum do Ano            | Indicado               |                        |
| 2012                   | "Rolling in the Deep"  | Canção do Ano           | Indicado               |                        |
| 2012                   | "Rolling in the Deep"  | Melhor Vídeo            | Indicado               |                        |

## Planeta Awards
O "Planeta Awards" é uma das mais populares premiações do Peru, com seus singles e produções videográficas. A cantora foi nomeada em quatro categorias, vencendo uma.
| Planeta Awards | Planeta Awards      | Planeta Awards        | Planeta Awards | Planeta Awards |
| Ano            | Trabalho nomeado    | Categoria             | Resultado      |                |
| -------------- | ------------------- | --------------------- | -------------- | -------------- |
| 2012           | Rolling in the Deep | Megaplaneta do ano    | Indicado       |                |
| 2012           | Adele               | Artista Revelação     | Indicado       |                |
| 2012           | Someone like You    | Prêmio Canção 25 Hits | Indicado       |                |
| 2012           | 21                  | Álbum do Ano          | Venceu         |                |

## Premios FUSE TV
O "Premio FUSE TV" é idealizado pela tv latina FUSE. Em 2012, Adele fez sua estreia na premiação e venceu 2 prêmios a que concorria.
| Premios FUSE TV | Premios FUSE TV     | Premios FUSE TV            | Premios FUSE TV | Premios FUSE TV |
| Ano             | Trabalho nomeado    | Categoria                  | Resultado       |                 |
| --------------- | ------------------- | -------------------------- | --------------- | --------------- |
| 2012            | Rolling in the Deep | Melhor Fotograifa          | Venceu          |                 |
| 2012            | 21                  | Álbum Internaiconal do Ano | Venceu          |                 |

## Premios Oye!
O Premios Oye! é o mais prestigioso prêmio da indústria musical mexicana, presenteado anualmente pela Academia Nacional de la Música, honrando conquistas na arte de gravação musical e provendo suporte à comunidade da indústria musical. Adele recebeu um prêmio, pelo seu álbum "21".
| Premios Oye! | Premios Oye!     | Premios Oye!               | Premios Oye! | Premios Oye! |
| Ano          | Trabalho nomeado | Categoria                  | Resultado    |              |
| ------------ | ---------------- | -------------------------- | ------------ | ------------ |
| 2012         | 21               | Álbum Internacional do Ano | Venceu       |              |

## PopCrush Music Awards
O PopCrush Music Awards é organizado pelo site PopCrush, os vencedores são anunciados no site. Em 2011, Adele foi nomeada 5 vezes.

| PopCrush Music Awards | PopCrush Music Awards | PopCrush Music Awards  | PopCrush Music Awards | PopCrush Music Awards |
| Ano                   | Trabalho nomeado      | Categoria              | Resultado             |                       |
| --------------------- | --------------------- | ---------------------- | --------------------- | --------------------- |
| 2012                  | "Adele"               | Artista do Ano         | Indicado              |                       |
| 2012                  | "Adele"               | Melhor Artista ao Vivo | Indicado              |                       |
| 2012                  | "Adele"               | Melhor Show            | Indicado              |                       |
| 2012                  | 21                    | Álbum do Ano           | Indicado              |                       |
| 2012                  | "Someone like You"    | Canção do Ano          | Indicado              |                       |

## Q Awards
O Q Awards, é entregue anualmente pela revista de músical Q. Adele recebeu 2 prêmios de 4 indicações.
| Q Awards | Q Awards              | Q Awards                | Q Awards  | Q Awards |
| Ano      | Trabalho nomeado      | Categoria               | Resultado |          |
| -------- | --------------------- | ----------------------- | --------- | -------- |
| 2008     | "Adele"               | Artista Revelação       | Indicado  |          |
| 2011     | "Someone like You"    | Melhor Canção           | Indicado  |          |
| 2011     | "Rolling in the Deep" | Melhor Canção           | Venceu    |          |
| 2011     | Adele                 | Melhor Artista Feminina | Venceu    |          |

## Radio Disney Music Awards
O Radio Disney Music Awards é organizado pelo site PopCrush, os vencedores são anunciados no site. Em 2011, Adele foi nomeada 5 vezes.

| Radio Disney Music Awards | Radio Disney Music Awards | Radio Disney Music Awards | Radio Disney Music Awards | Radio Disney Music Awards |
| Ano                       | Trabalho nomeado          | Categoria                 | Resultado                 |                           |
| ------------------------- | ------------------------- | ------------------------- | ------------------------- | ------------------------- |
| 2008                      | "Adele"                   | Artista Revelação         | Indicado                  |                           |
| 2011                      | "Someone like You"        | Melhor Canção             | Indicado                  |                           |
| 2011                      | "Rolling in the Deep"     | Melhor Canção             | Venceu                    |                           |
| 2011                      | Adele                     | Melhor Artista Feminina   | Venceu                    |                           |

## Satellite Awards
O Satellite Awards é um prêmio anual dado pela International Press Academy. Adele foi indicada uma vez.
| Satellite Awards | Satellite Awards | Satellite Awards       | Satellite Awards | Satellite Awards |
| Ano              | Trabalho nomeado | Categoria              | Resultado        |                  |
| ---------------- | ---------------- | ---------------------- | ---------------- | ---------------- |
| 2012             | Skyfall          | Melhor Canção Original | Indicado         |                  |

## Shorty Awards
O Shorty Awards

## Soul Train Music Awards
O Soul Train Music Awards, acontece nos Estados Unidos, anualmente, horando os melhores artistas de Rap, Hip-Hop, Soul, Blues, Etc. Adele recebeu 3 indicações em 2011.
| Soul Train Music Awards | Soul Train Music Awards | Soul Train Music Awards | Soul Train Music Awards | Soul Train Music Awards |
| Ano                     | Trabalho nomeado        | Categoria               | Resultado               |                         |
| ----------------------- | ----------------------- | ----------------------- | ----------------------- | ----------------------- |
| 2011                    | 21                      | Álbum do Ano            | Indicado                |                         |
| 2011                    | "Rolling in the Deep"   | Canção do Ano           | Indicado                |                         |
| 2011                    | "Rolling in the Deep"   | Gravação do Ano         | Indicado                |                         |

## South Bank Sky Arts Awards
O South Bank Sky Arts Awards

## Swiss Music Awards
O Swiss Music Awards, acontece na Suiça, anualmente, horando os melhores artistas de Rap, Hip-Hop, Soul, Blues, Etc. Adele recebeu 2 indicações em 2012 e venceu as 2 respectivamente.
| Swiss Music Awards | Swiss Music Awards    | Swiss Music Awards | Swiss Music Awards | Swiss Music Awards |
| Ano                | Trabalho nomeado      | Categoria          | Resultado          |                    |
| ------------------ | --------------------- | ------------------ | ------------------ | ------------------ |
| 2011               | 21                    | Álbum do Ano       | Venceu             |                    |
| 2011               | "Rolling in the Deep" | Canção do Ano      | Venceu             |                    |

## Teen Choice Awards
O Teen Choice Awards, é uma prêmiação anual, transmitida pelo canal á cabo Nickelodeon. Adele foi indicada três vezes.
| Teen Choice Awards | Teen Choice Awards    | Teen Choice Awards      | Teen Choice Awards | Teen Choice Awards |
| Ano                | Trabalho nomeado      | Categoria               | Resultado          |                    |
| ------------------ | --------------------- | ----------------------- | ------------------ | ------------------ |
| 2011               | Adele                 | Melhor Artista Feminina | Indicado           |                    |
| 2011               | Adele                 | Artista Revelação       | Indicado           |                    |
| 2011               | "Rolling in the Deep" | Canção Revelação        | Indicado           |                    |

## The Record of the Year
The Record of the Year é uma premiação britânica criada em 1998. Foi televisionada até 2006, quando houve desacordos com o sistema de voto pelo telefone. Adele foi indicada em 2008 e 2011.
| The Record Of The Year | The Record Of The Year | The Record Of The Year | The Record Of The Year | The Record Of The Year |
| Ano                    | Trabalho nomeado       | Categoria              | Resultado              |                        |
| ---------------------- | ---------------------- | ---------------------- | ---------------------- | ---------------------- |
| 2008                   | "Chasing Pavements"    | Gravação do Ano        | Indicado               |                        |
| 2011                   | "Someone like You"     | Gravação do Ano        | Indicado               |                        |

## Urban Music Awards
O Urban Music Awards é uma premiação criada em 2003, para reconhecer os melhores Artistas Urbanos. Adele Recebeu 1 prêmio de quatro indicações.
| Urban Music Awards | Urban Music Awards | Urban Music Awards      | Urban Music Awards | Urban Music Awards |
| Ano                | Trabalho nomeado   | Categoria               | Resultado          |                    |
| ------------------ | ------------------ | ----------------------- | ------------------ | ------------------ |
| 2008               | Adele              | Melhor Artista de Jazz  | Venceu             |                    |
| 2008               | Adele              | Melhor Artista de Soul  | Indicado           |                    |
| 2011               | Adele              | Melhor Artista Feminina | Indicado           |                    |
| 2011               | 21                 | Álbum do Ano            | Indicado           |                    |

## UK Music Video Awards
O UK Music Video Awards é uma celebração anual da criatividade, técnica, da excelência e inovação em videos Musicais. Adele recebeu 2 prêmios de 3 indicações com "Rolling in the Deep".
| UK Video Music Awards | UK Video Music Awards | UK Video Music Awards  | UK Video Music Awards | UK Video Music Awards |
| Ano                   | Trabalho nomeado      | Categoria              | Resultado             |                       |
| --------------------- | --------------------- | ---------------------- | --------------------- | --------------------- |
| 2011                  | "Rolling in the Deep" | Melhor Video pop       | Venceu                |                       |
| 2011                  | "Rolling in the Deep" | Melhor Fotografia      | Venceu                |                       |
| 2011                  | "Rolling in the Deep" | Melhor Direção de Arte | Indicado              |                       |

## Virgin Media Music Awards
O Virgin Media Awards é uma premiação músical. Os Vencedores são anunciados no site Virgin Media. Adele Recebeu 2 indicações em 2011.
| Virgin Media Music Awards | Virgin Media Music Awards | Virgin Media Music Awards | Virgin Media Music Awards | Virgin Media Music Awards |
| Ano                       | Trabalho nomeado          | Categoria                 | Resultado                 |                           |
| ------------------------- | ------------------------- | ------------------------- | ------------------------- | ------------------------- |
| 2011                      | "21"                      | Álbum do Ano              | Indicado                  |                           |
| 2011                      | Adele                     | Melhor Artista Feminina   | Indicado                  |                           |

## VEVO Certified Awards
O VEVO Certified Awards é um prêmio da VEVO no qual o objetivo é premiar os vídeos que chegam a marca de 100,000,000 de visualizações.
| VEVO Certified Awards | VEVO Certified Awards                                  | VEVO Certified Awards          | VEVO Certified Awards | VEVO Certified Awards |
| Ano                   | Trabalho nomeado                                       | Categoria                      | Resultado             |                       |
| --------------------- | ------------------------------------------------------ | ------------------------------ | --------------------- | --------------------- |
| 2009                  | "Chasing Pavements"                                    | 100.000.000 de visualizações   | Venceu                |                       |
| 2010                  | "Rolling in the Deep"                                  | 1.000.000.000 de visualizações | Venceu                |                       |
| 2011                  | "Someone like You"                                     | 100.000.000 de visualizações   | Venceu                |                       |
| 2011                  | "Set Fire To The Rain" (Live at The Royal Albert Hall) | 100.000.000 de visualizações   | Venceu                |                       |
| 2012                  | "Skyfall"                                              | 100.000.000 de visualizações   | Venceu                |                       |
| 2015                  | "Hello"                                                | 2.000.000.000 de visualizações | Venceu                |                       |
| 2015                  | "When We Were Young" (Live at The Church Studios)      | 100.000.000 de visualizações   | Venceu                |                       |
| 2016                  | "Send My Love (To Your New Lover)"                     | 100.000.000 de visualizações   | Venceu                |                       |

## World Music Awards
O World Music Awards é uma premiação de uma das maiores rádios dos Estados Unidos. Os Vencedores são anunciados no site Z100. Adele Recebeu 2 indicações e um prêmio em 2011.
| World Music Awards | World Music Awards    | World Music Awards      | World Music Awards | World Music Awards |
| Ano                | Trabalho nomeado      | Categoria               | Resultado          |                    |
| ------------------ | --------------------- | ----------------------- | ------------------ | ------------------ |
| 2008               | "Adele"               | Artista Revelação       | Indicado           |                    |
| 2011               | "Someone like You"    | Melhor Canção           | Indicado           |                    |
| 2011               | "Rolling in the Deep" | Melhor Canção           | Venceu             |                    |
| 2011               | Adele                 | Melhor Artista Feminina | Venceu             |                    |

## Z Awards
O Z Awards é uma premiação de uma das maiores rádios dos Estados Unidos. Os Vencedores são anunciados no site Z100. Adele Recebeu 2 indicações e um prêmio em 2011.
| Z Awards | Z Awards         | Z Awards            | Z Awards  | Z Awards |
| Ano      | Trabalho nomeado | Categoria           | Resultado |          |
| -------- | ---------------- | ------------------- | --------- | -------- |
| 2011     | "21"             | Álbum do Ano        | Indicado  |          |
| 2011     | Adele            | Estrela em Ascensão | Venceu    |          |